# Bucking Fastard
Pour plus de détails, voir Fiche technique et Distribution.
Bucking Fastard est un film américain réalisé par Werner Herzog et dont la sortie n'est pas encore annoncée.

## Synopsis
Voici l'histoire de deux sœurs jumelles si proches qu'elles parlent à l'unisson, aiment le même homme et partagent les mêmes rêves. À la recherche d'un pays imaginaire où le véritable amour est possible, elles se lancent dans une exploration complète d'une chaîne de montagnes.

## Fiche technique
Sauf indication contraire, les informations mentionnées dans cette section peuvent être confirmées par la base de données cinématographiques IMDb,  présente dans la section « Liens externes ».
- Titre : Bucking Fastard
- Réalisation et scénario : Werner Herzog
- Musique : Ernst Reijseger
- Direction artistique : Damien Tallon
- Décors : Derek Wallace
- Costumes : Maeve Paterson
- Montage : Marco Capalbo
- Photographie : Peter Zeitlinger
- Production : Andrea Bucko, Agnes Chu, Kieran Corrigan, Ariel Leon Isacovitch, Emanuele Moretti et Clara Wu Tsai
- Sociétés de production : Gateway to Orkney
- Distribution : N/A
- Pays de production :  États-Unis
- Langue originale : anglais
- Genre : drame
- Date de sortie : Date sujette à modification

## Distribution
- Kate Mara : Jean Holbrooke
- Rooney Mara : Joan Holbrooke
- Orlando Bloom : Gareth Mulroney
- Domhnall Gleeson : Timothy
- Terry McMahon
- Shane Connellan

## Production

### Genèse et développement
En février 2025, Werner Herzog annonce que son nouveau projet sera un drame intitulé Bucking Fastard qu'il considère comme le troisième volet d'une trilogie après Fitzcarraldo et Grizzly Man.

### Choix des acteurs
Dès l'annonce du projet, les soeurs Kate Mara et Rooney Mara sont engagées pour les rôles principaux.
Le 28 avril 2025, alors que le tournage du film a commencé, c'est au tour d'Orlando Bloom et Domhnall Gleeson de rejoindre le casting.

### Tournage
La production du film se tourne à Dublin, en Irlande.